# Earl C. Michener

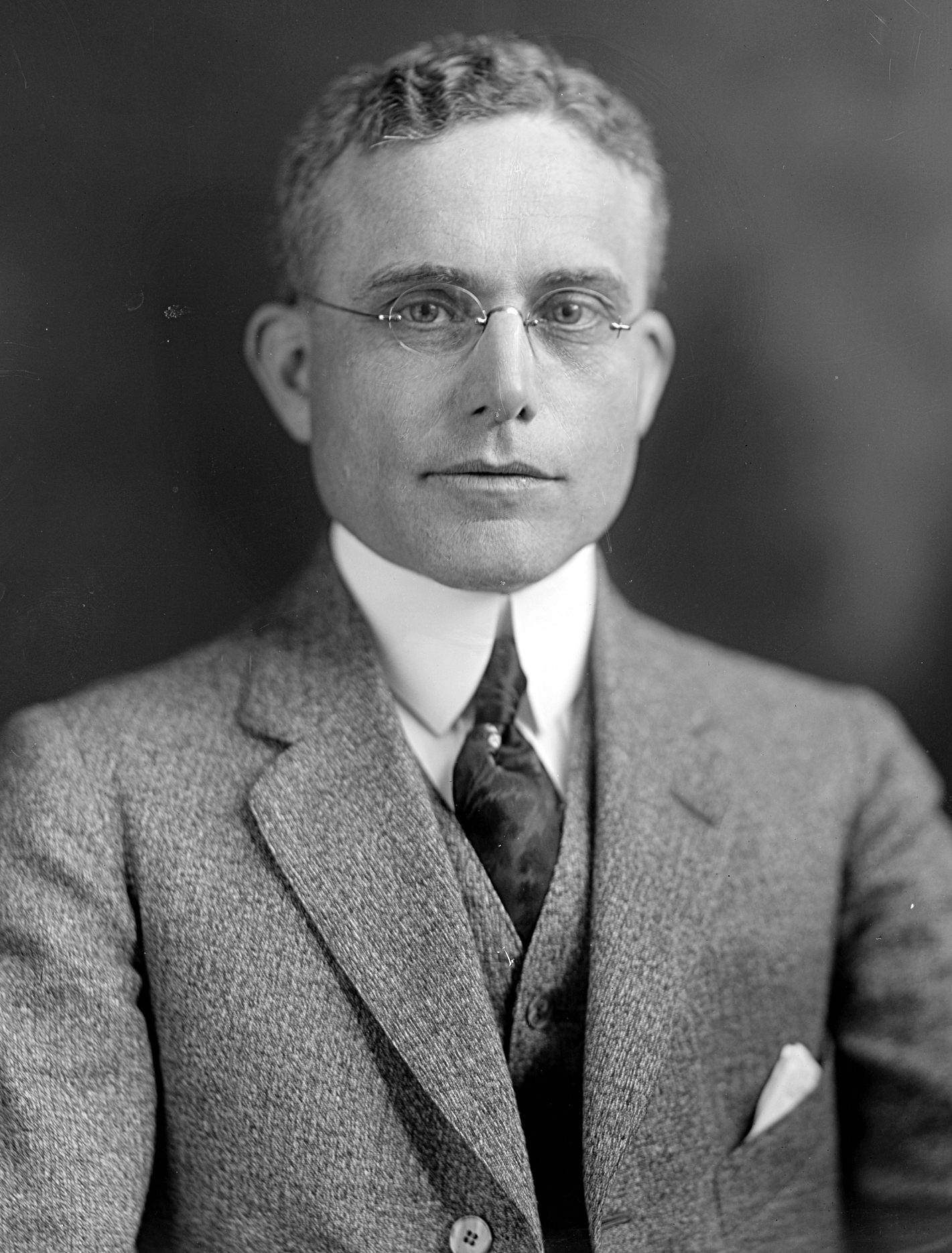
Earl C. Michener

Earl Cory Michener (* 30. November 1876 bei Attica, Seneca County, Ohio; † 4. Juli 1957 in Adrian, Michigan) war ein US-amerikanischer Politiker. Zwischen 1919 und 1951 vertrat er zweimal den Bundesstaat Michigan im US-Repräsentantenhaus.

## Leben
Bereits im Jahr 1889 kam Earl Michener mit seinen Eltern nach Adrian, wo er die öffentlichen Schulen besuchte. Während des Spanisch-Amerikanischen Krieges von 1898 war er Kriegsfreiwilliger in einem Infanterieregiment aus Michigan. Nach einem anschließenden Jurastudium an der University of Michigan in Ann Arbor sowie der heutigen George Washington University in Washington, D.C. und seiner im Jahr 1903 erfolgten Zulassung als Rechtsanwalt begann er in Adrian in seinem neuen Beruf zu arbeiten. Zwischen 1907 und 1910 war er stellvertretender Bezirksstaatsanwalt im Lenawee County. Von 1911 bis 1914 war er regulärer Staatsanwalt.
Politisch war Michener Mitglied der Republikanischen Partei. Bei den Kongresswahlen des Jahres 1918 wurde er im zweiten Wahlbezirk von Michigan in das US-Repräsentantenhaus in Washington gewählt, wo er am 4. März 1919 die Nachfolge von Samuel Beakes antrat. Nach sechs  Wiederwahlen konnte er bis zum 3. März 1933 sieben Legislaturperioden im Kongress absolvieren. In dieser Zeit wurden dort der 18., der 19. und der 20. Verfassungszusatz verabschiedet. Im Jahr 1926 war Michener Mitglied des Ausschusses, der die Klage im Amtsenthebungsverfahren gegen den Bundesrichter George W. English führte. Bei den Wahlen des Jahres 1932 unterlag er dem Demokraten John C. Lehr. Dieses Wahlergebnis lag im damaligen Bundestrend zu Gunsten der Demokraten, die mit Franklin D. Roosevelt auch die Präsidentschaftswahlen gewannen.
Bei den Wahlen des Jahres 1934 gewann Michener sein Mandat im Repräsentantenhaus zurück. Nach sieben Wiederwahlen konnte er bis zum 3. Januar 1951 acht weitere Legislaturperiode im Kongress verbringen. Dort wurden bis 1941 weitere New-Deal-Gesetze der Bundesregierung verabschiedet. Seit 1941 war auch die Arbeit des Kongresses von den Ereignissen des Zweiten Weltkrieges bestimmt. Nach dem Krieg erlebte Michener im Kongress den Beginn des Kalten Krieges und der Bürgerrechtsbewegung. Von 1947 bis 1949 war er Vorsitzender des Rechtsausschusses.
1950 verzichtete Earl Michener auf eine weitere Kongresskandidatur. In den folgenden Jahren arbeitete er wieder als Anwalt in Adrian. Dort ist er am 4. Juli 1957 auch verstorben.